# Tier des Jahres
In verschiedenen Ländern wird von Naturschutz- oder Umweltverbänden alljährlich ein Tier des Jahres gewählt, über das dann im Laufe eines Jahres Informations- und Schutzkampagnen durchgeführt werden.
In Deutschland wurden sieben Tierarten wiederholt zum Tier des Jahres bestimmt: Europäische Wildkatze, Rothirsch, Wisent, Feldhase, Feldhamster, Fischotter und Braunbrustigel. Der Feldhase und der Luchs waren sowohl in Deutschland, Schweiz und Österreich Tier des Jahres. Mehrere Tierarten waren in zwei dieser Länder Tier des Jahres.

## Tier des Jahres in Deutschland
Von 1992 bis 2016 wurde das Tier des Jahres von der Schutzgemeinschaft Deutsches Wild gewählt. Im November 2016 wurde die Schutzgemeinschaft Deutsches Wild Teil der Deutschen Wildtier Stiftung; im Dezember 2016 wurde das Tier des Jahres 2017 gemeinsam von der Schutzgemeinschaft Deutsches Wild und der Deutschen Wildtier Stiftung bestimmt. Seitdem wird das Tier des Jahres von den Förderern der Deutschen Wildtier Stiftung gewählt, um die Öffentlichkeit auf dieses Tier aufmerksam zu machen. Die Auswahl des Tieres des Jahres erfolgt nach der Gefährdung der Art oder ihres Lebensraums durch den Menschen oder weil es einen Mensch-Wildtier-Konflikt hervorruft, es werden auch Tiere, die einseitig wahrgenommen werden oder unbeliebt sind, zum Tier des Jahres gewählt.
Seit 1992 wurden die folgenden Tierarten als Tier des Jahres ausgewählt:
| Jahr | deutscher Name                                       | wissenschaftlicher Name  | Abbildung                     |
| ---- | ---------------------------------------------------- | ------------------------ | ----------------------------- |
| 1992 | Fledermaus                                           | Microchiroptera          | 1992 Fledermaus               |
| 1993 | Wildkatze (erneut 2018 Tier des Jahres)              | Felis silvestris         | 1993 Wildkatze                |
| 1994 | Rotwild (erneut 2002 Tier des Jahres)                | Cervus elaphus           | 1994 Rotwild                  |
| 1995 | Apollofalter                                         | Parnassius apollo        | 1995 Apollofalter             |
| 1996 | Feldhamster (erneut 2016 Tier des Jahres)            | Cricetus cricetus        | 1996 Feldhamster              |
| 1997 | Alpensteinbock                                       | Capra ibex               | 1997 Alpensteinbock           |
| 1998 | Unke                                                 | Bombina                  | 1998 Unke                     |
| 1999 | Fischotter (erneut 2021 Tier des Jahres)             | Lutra lutra              | 1999 Fischotter               |
| 2000 | Äskulapnatter                                        | Zamenis longissimus      | 2000 Äskulapnatter            |
| 2001 | Feldhase (erneut 2015 Tier des Jahres)               | Lepus europaeus          | 2001 Feldhase                 |
| 2002 | Rotwild (bereits 1994 Tier des Jahres)               | Cervus elaphus           | 2002 Rotwild                  |
| 2003 | Wolf                                                 | Canis lupus              | 2003 Wolf                     |
| 2004 | Siebenschläfer                                       | Glis glis                | 2004 Siebenschläfer           |
| 2005 | Braunbär                                             | Ursus arctos             | 2005 Braunbär                 |
| 2006 | Seehund                                              | Phoca vitulina           | 2006 Seehund                  |
| 2007 | Elch                                                 | Alces alces              | 2007 Elch                     |
| 2008 | Wisent (erneut 2014 Tier des Jahres)                 | Bos bonasus              | 2008 Wisent                   |
| 2009 | Braunbrustigel (erneut 2024 Tier des Jahres)         | Erinaceus europaeus      | 2009 Braunbrustigel           |
| 2010 | Dachs                                                | Meles meles              | 2010 Dachs                    |
| 2011 | Eurasischer Luchs                                    | Lynx lynx                | 2011 Eurasischer Luchs        |
| 2012 | Gämse                                                | Rupicapra rupicapra      | 2012 Gämse                    |
| 2013 | Mauswiesel                                           | Mustela nivalis          | 2013 Mauswiesel               |
| 2014 | Wisent (bereits 2008 Tier des Jahres)                | Bos bonasus              | 2014 Wisent                   |
| 2015 | Feldhase (bereits 2001 Tier des Jahres)              | Lepus europaeus          | 2015 Feldhase                 |
| 2016 | Feldhamster (bereits 1996 Tier des Jahres)           | Cricetus cricetus        | 2016 Feldhamster              |
| 2017 | Haselmaus                                            | Muscardinus avellanarius | 2017 Haselmaus                |
| 2018 | Europäische Wildkatze (bereits 1993 Tier des Jahres) | Felis silvestris         | 2018 Europäische Wildkatze    |
| 2019 | Reh                                                  | Capreolus capreolus      | 2019 Reh                      |
| 2020 | Maulwurf                                             | Talpa europaea           | 2020 Maulwurf                 |
| 2021 | Fischotter (bereits 1999 Tier des Jahres)            | Lutra lutra              | 2021 Fischotter               |
| 2022 | Gewöhnlicher Schweinswal                             | Phocoena phocoena        | 2022 Gewöhnlicher Schweinswal |
| 2023 | Gartenschläfer                                       | Eliomys quercinus        | 2021 Gartenschläfer           |
| 2024 | Braunbrustigel (bereits 2009 Tier des Jahres)        | Erinaceus europaeus      | 2024 Braunbrustigel           |
| 2025 | Alpenschneehase                                      | Lepus timidus varronis   | 2025 Alpenschneehase          |

## Tier des Jahres in der Schweiz
In der Schweiz wird das Tier des Jahres von der Organisation Pro Natura gewählt.
| Jahr | deutscher Name               | wissenschaftlicher Name     | Abbildung                     |
| ---- | ---------------------------- | --------------------------- | ----------------------------- |
| 1998 | Laubfrosch                   | Hyla arborea                | 1998 Laubfrosch               |
| 1999 | Europäischer Biber           | Castor fiber                | 1999 Europäischer Biber       |
| 2000 | Luchs                        | Lynx lynx                   | 2000 Luchse                   |
| 2001 | Steinadler                   | Aquila chrysaetos           | 2001 Steinadler               |
| 2002 | Waldameisen                  | Formica                     | 2002 Waldameisen              |
| 2003 | Schwalbenschwanz             | Papilio machaon             | 2003 Schwalbenschwanz         |
| 2004 | Feldhase                     | Lepus europaeus             | 2004 Feldhase                 |
| 2005 | Zauneidechse                 | Lacerta agilis              | 2005 Zauneidechse             |
| 2006 | Alpensteinbock               | Capra ibex                  | 2006 Alpensteinbock           |
| 2007 | Äsche                        | Thymallus thymallus         | 2007 Äsche                    |
| 2008 | Gebänderte Prachtlibelle     | Calopteryx splendens        | 2008 Gebänderte Prachtlibelle |
| 2009 | Braunbär                     | Ursus arctos                | 2009 Braunbär                 |
| 2010 | Eucera longicornis           | Eucera longicornis          | 2010 Eucera longicornis       |
| 2011 | Regenwurm                    | Lumbricidae                 | 2011 Regenwurm                |
| 2012 | Braunes Langohr              | Plecotus auritus            | 2012 Braunes Langohr          |
| 2013 | Geburtshelferkröte           | Alytes obstetricans         | 2013 Geburtshelferkröte       |
| 2014 | Feldgrille                   | Gryllus campestris          | 2014 Feldgrille               |
| 2015 | Ringelnatter                 | Natrix natrix               | 2015 Ringelnatter             |
| 2016 | Wasserspitzmaus              | Neomys fodiens              | 2016 Wasserspitzmaus          |
| 2017 | Rothirsch                    | Cervus elaphus              | 2017 Rothirsch                |
| 2018 | Hermelin                     | Mustela erminea             | 2018 Hermelin                 |
| 2019 | Glühwürmchen                 | Lampyris noctiluca          | 2019 Glühwürmchen             |
| 2020 | Wildkatze                    | Felis silvestris silvestris | 2020 Wildkatze                |
| 2021 | Bachflohkrebs                | Gammarus fossarum           | 2021 Bachflohkrebs            |
| 2022 | Gartenschläfer               | Eliomys quercinus           | 2022 Gartenschläfer           |
| 2023 | Blauflügelige Ödlandschrecke | Oedipoda caerulescens       | Blauflügelige Ödlandschrecke  |
| 2024 | Iltis                        | Mustela putorius            | Iltis                         |
| 2025 | Hain-Schnirkelschnecke       | Cepaea nemoralis            | Hain-Schnirkelschnecke        |

## Tier des Jahres in Österreich
In Österreich wird der Titel Tier des Jahres vom Naturschutzbund Österreich verliehen.
| Jahr      | deutscher Name         | wissenschaftlicher Name     | Abbildung                  |
| --------- | ---------------------- | --------------------------- | -------------------------- |
| 2010      | Dachs                  | Meles meles                 | 2010 Dachs                 |
| 2011      | Eurasischer Luchs      | Lynx lynx                   | 2011 Eurasischer Luchs     |
| 2012–2014 |                        | keine Verleihung            |                            |
| 2015      | Feldhase               | Lepus europaeus             | 2015 Feldhase              |
| 2016      | Europäischer Biber     | Castor fiber                | 2016 Europäischer Biber    |
| 2017      | Wolf                   | Canis lupus                 | 2017 Wolf                  |
| 2018      | Braunbrustigel         | Erinaceus europaeus         | 2018 Braunbrustigel        |
| 2019      | Wildkatze              | Felis silvestris silvestris | 2019 Wildkatze             |
| 2020      | Europäischer Maulwurf  | Talpa europaea              | 2020 Europäischer Maulwurf |
| 2021      | Siebenschläfer         | Glis glis                   | 2021 Siebenschläfer        |
| 2022      | Eurasischer Luchs (2.) | Lynx lynx                   | 2022 Eurasischer Luchs     |
| 2023      | Haselmaus              | Muscardinus avellanarius    | 2023 Haselmaus             |
| 2024      | Feldhamster            | Cricetus cricetus           | 2024 Feldhamster           |
| 2025      | Rotfuchs               | Vulpes vulpes               | 2025 Rotfuchs              |